# Longowal
Longowal är en ort i Indien.   Den ligger i distriktet Sangrur och delstaten Punjab, i den norra delen av landet, 230 km nordväst om huvudstaden New Delhi. Longowal ligger 232 meter över havet och antalet invånare är 20 269.
Terrängen runt Longowal är mycket platt. Runt Longowal är det tätbefolkat, med 369 invånare per kvadratkilometer. Närmaste större samhälle är Sangrūr, 16,5 km öster om Longowal. Trakten runt Longowal består till största delen av jordbruksmark.